# Homapoderus foveolatus
Homapoderus foveolatus es una especie de coleóptero de la familia Attelabidae.

## Distribución geográfica
Habita en Ruanda, Uganda y República Democrática del Congo.